# St Regis Hotel & Residences
Le St Regis Hotel & Residences appelé aussi Torre Libertad est un gratte-ciel de logement et de chambre d'hôtel de 150 mètres de hauteur construit à Mexico de 2004 à 2009 (d'après la société Emporis).
Son architecte est Cesar Pelli.
La société qui a construit l'immeuble est le groupe Ideurban qui a aussi effectué une partie du travail d'ingéniérie.
La surface de plancher de l'immeuble est de 78 900 m2.
Le St Regis Hotel comprend 189 chambres et 37 suites.
Sa construction a couté 120 millions de $.